# Lista de episódios de Amazing Stories
Esta é uma lista dos episódios da série de TV Amazing Stories.
|  | 1 | 24 | 1985–1986 |  |  |
|  | 2 | 21 | 1986–1987 |  |  |

## Segunda Temporada (1986-87)
| # | Título                                                                      | Roteiristas | Exibição original                      |
| --- | --------------------------------------------------------------------------- | ----------- | -------------------------------------- |
| S01–E01 | "Ghost Train "O Trem""                                                      | ASA         | 29 Set 1985                            |
| A história fantástica de um velhinho que insiste que um trem irá atravessar a casa recém comprada pela família, mas o único que acredita nele é seu netinho. |                                                                             |             |                                        |
| S01–E02 | "The Main Attraction "Um Certo Magnetismo""                                 | ASA         | 06 de outubro de 1985                  |
| Quando um meteoro cai no quarto de um adolescente, ele desenvolve um estranho poder de atrair qualquer objeto de metal. Mais preocupado em se eleger como o rei do baile, ele vai a escola assim mesmo. |                                                                             |             |                                        |
| S01–E03 | "Alamo Jobe "Álamo Jobe""                                                   | ASA         | 20 de outubro de 1985                  |
| A fantástica história de um jovem soldado chamado Jobe que recebe a missão de entregar uma correspondência em meio a uma guerra civil. Mas através de uma espécie de túnel do tempo, ele vem parar no presente (1985) causando uma grande confusão. |                                                                             |             |                                        |
| S01–E04 | "Mummy, Daddy "Papai Múmia""                                                | ASA         | 27 de outubro de 1985                  |
| Quando o filho de um ator que está filmando um filme de terror está para nascer, o pai sai desesperado para o hospital sem tirar sua fantasia de múmia. Isso causa uma grande confusão na população local, que acredita que ele é uma lendária múmia que ressuscitou. Para complicar, a verdadeira múmia desperta e sai perambulando sem rumo. |                                                                             |             |                                        |
| S01–E05 | "The Mission "A Missão""                                                    | ASA         | 27 de outubro de 1985                  |
| Um grupo de jovens soldados durante a Segunda Guerra Mundial se vê diante de uma situação problemática: a escotilha do compartimento de artilharia externa se danificou durante um ataque, e um dos trens de pouso do avião está destruído. Impreterivelmente, no momento do pouso a barriga do avião encostará o chão e destruirá o compartimento - mutilando o querido soldado, que ironicamente é conhecido pela sua grande sorte. Terá ele sorte o suficiente para que um milagre ocorra, e salve sua vida, antes do avião chegar na base? |                                                                             |             |                                        |
| S01–E06 | "The Amazing Falsworth "O Incrível Falsworth""                              | ASA         | 05 Nov 1985                            |
| Um mágico famoso por seus poderes de adivinhação esbarra, durante uma de suas apresentações, com um assassino procurado, porém por estar com os olhos vendados, ele não vê o rosto do homem. |                                                                             |             |                                        |
| S01–E07 | "Fine Tuning "Sintonia Fina""                                               | ASA         | 10 Nov 1985                            |
| Três adolescentes captam, através de uma antena caseira, sinais de transmissão de uma emissora de tevê alienígena. Os estranhos aliens reproduzem programas famosos da TV norte-americana, como I Love Lucy, e partem em uma missão para conhecer Hollywood. Os adolescentes descobrem que eles estarão chegando exatamente naquele dia ao nosso planeta e vão procurá-los... |                                                                             |             |                                        |
| S01–E08 | "Mr. Magic "Senhor Mágico""                                                 | ASA         | 17 Nov 1985                            |
| Mágico fracassado que se recusa a se aposentar vê sua sorte mudar após adquirir um antigo baralho. |                                                                             |             |                                        |
| S01–E09 | "Guilt Trip "Férias da Culpa""                                              | ASA         | 01 de dezembro de 1985                 |
| Quando a personificação da culpa resolve tirar férias em um cruzeiro, ela encontra a personificação do amor. |                                                                             |             |                                        |
| S01–E10 | "Remote Control Man "O Homem do Controle Remoto""                           | ASA         | 08 de dezembro de 1985                 |
| Homem infeliz com sua família descobre estranhos poderes do controle remoto de sua TV comprada recentemente. |                                                                             |             |                                        |
| S01–E11 | "Santa 85 "Papai Noel 85""                                                  | ASA         | 15 de dezembro de 1985                 |
| Quando o Papai Noel é preso na noite de Natal, acusado de estar invadindo uma casa, ele encontra a oportunidade de reparar um erro cometido com um policial muitos anos antes. |                                                                             |             |                                        |
| S01–E12 | "Vanessa in the Garden "Vanessa no Jardim""                                 | ASA         | 29 de dezembro de 1985                 |
| Pintor famoso que tem sua esposa como inspiração entra em depressão após provocar acidentalmente a sua morte, porém encontra em um de seus quadros a possibilidade de um recomeço. |                                                                             |             |                                        |
| S01–E13 | "The Sitter "A Babá""                                                       | ASA         | 05 de janeiro de 1986                  |
| Uma mãe desesperada procura uma babá para os seus filhos, mas nenhuma delas é capaz de suportá-los, até que ela encontra uma que tem métodos muito incomuns para tratar das crianças. |                                                                             |             |                                        |
| S01–E14 | "No Day at the Beach "Nenhum dia na praia""                                 | ASA         | 12 de janeiro de 1986                  |
| Um soldado que sempre foi zombado pelos companheiros torna-se herói quando destrói uma casamata inimiga, mas quando a batalha termina, os soldados descobrem um fato misterioso sobre o corajoso colega. |                                                                             |             |                                        |
| S01–E15 | "One For the Road (baseado na história real de Michael Malloy) "O Durável"" | ASA         | 19 de janeiro de 1986                  |
| Um grupo de amigos que se encontravam em um bar decidem se aproveitar de um velho solitário e bêbado que segundo eles estava prestes a morrer, e se tornam beneficiários de seu seguro de vida, mas o plano não corre como o esperado. |                                                                             |             |                                        |
| S01–E16 | "Gather Ye Acorns "A Voz da Mãe Natureza""                                  | ASA         | 02 de fevereiro de 1986                |
| Jonathan Quick é um garoto sonhador e pouco prático, que certo dia se encontra com um gnomo, que se diz o filho da mãe natureza, e pede ao garoto que acumule o máximo de bugigangas que puder em sua vida, eis que décadas mais tarde e vivendo na miséria, Quick vê a oportunidade de se aproveitar de toda a velharia. |                                                                             |             |                                        |
| S01–E17 | "Boo! "Bu!""                                                                | ASA         | 16 de fevereiro de 1986                |
| Família que acredita ter a casa habitada por fantasmas resolve se mudar, mas os novos inquilinos não serão bem recebidos. |                                                                             |             |                                        |
| S01–E18 | "Dorothy and Ben "Dorothy e Ben""                                           | ASA         | 02 de março de 1986                    |
| Ben é um homem que se levantou após quarenta anos inconsciente, e que então garante poder ouvir as vozes de pessoas em coma, como a da pequena Dorothy. |                                                                             |             |                                        |
| S01–E19 | "Mirror, Mirror "Reflexos, Reflexos""                                       | ASA         | 09 de março de 1986                    |
| Famoso escritor de terror que afirma não ter medo de nada passa a viver apavorado, pois toda vez que olha no espelho vê que um zumbi está prestes a enforcá-lo. |                                                                             |             |                                        |
| S01–E20 | "Secret Cinema "Cinema Secreto""                                            | ASA         | 06 de abril de 1986                    |
| Quando situações estranhas e inesperadas acontecem frequentemente e as mesmas pessoas lhe aparecem como se fossem diferentes, Jane pensa que está enlouquecendo, sem saber que tudo não passa de uma produção cinematográfica. |                                                                             |             |                                        |
| S01–E21 | "Hell Toupee "A Peruca do Diabo""                                           | ASA         | 13 de abril de 1986                    |
| Um inexperiente e atrapalhado advogado investiga o caso de uma peruca assassina, que controla a mente de quem a veste, e ainda por cima mata somente os homens da lei. |                                                                             |             |                                        |
| S01–E22 | "The Doll "A Boneca""                                                       | ASA         | 4 de maio de 1986                      |
| Um homem solitário e frustrado se apaixona por uma boneca, e se dispõe a encontrar a modelo que a inspirou, quando recebe uma agradável surpresa. |                                                                             |             |                                        |
| S01–E23 | "One For the Books "Um Brinde aos Livros""                                  | ASA         | 11 de maio de 1986                     |
| O zelador de um instituto educacional assombra a cientistas e a ele mesmo, quando descobre que seu cérebro tem a capacidade de armazenar informações de forma extraordinária, até que ele participa de um surpreendente evento. |                                                                             |             |                                        |
| S01–E24 | "Grandpa's Ghost "O Fantasma de Vovô""                                      | ASA         | 25 de maio de 1986                     |
| Edwin faria uma viagem com o avô, que antes se comprometera em levar a esposa a um jantar inesquecível na volta, mas quando algo inesperado acontece, o neto toma uma medida fora do comum para agradar à sua avó. |                                                                             |             |                                        |
| S02–E01 | "''''' "O Anel de Casamento""                                               | ASA         | 22 de setembro de 1986                 |
| Danny DeVito faz o papel de um empregado de um museu de cera que é casado com a cozinheira de uma lanchonete. Sem dinheiro para comprar um presente, ele furta um anel da estátua de cera da temida Viúva Negra, e dá a mulher. |                                                                             |             |                                        |
| S02–E02 | "Miscalculations "Erros de Cálculo""                                        | ASA         | 29 de setembro de 1986                 |
| Garoto em busca de um encontro descobre acidentalmente ingredientes para trazer qualquer coisa impressa à vida. |                                                                             |             |                                        |
| S02–E03 | "Magic Saturday "Um Sábado Mágico""                                         | ASA         | 06 de outubro de 1986                  |
| Neto e avô trocam de corpos através de um talismã chinês. |                                                                             |             |                                        |
| S02–E04 | "Welcome to My Nightmare "Bem-vindo ao meu Pesadelo""                       | ASA         | 13 de outubro de 1986                  |
| Menino obcecado por filmes de terror acaba se encontrando dentro de um. |                                                                             |             |                                        |
| S02–E05 | "You Gotta Believe Me "Você tem que Acreditar em Mim""                      | ASA         | 20 de outubro de 1986                  |
| Um homem sonha com um desastre de avião e, quando acorda, descobre que foi uma premonição. Ele então tenta de todo modo impedir a decolagem, mas ninguém acredita nele. |                                                                             |             |                                        |
| S02–E06 | "The Greibble "O Comilão""                                                  | ASA         | 03 de novembro de 1986                 |
| Quando uma mãe resolve doar algumas coisas do seu filho para a caridade, acaba se encontrando com a personagem de um livro infantil. |                                                                             |             |                                        |
| S02–E07 | "Life on Death Row "Vida no Corredor da Morte""                             | ASA         | 10 de novembro de 1986                 |
| Após tentativa de fuga, um homem condenado à morte adquire a habilidade de curar quaisquer moléstias. |                                                                             |             |                                        |
| S02–E08 | "Go to the Head of the Class "O Cabeça da Classe""                          | ASA         | 21 de novembro de 1986 (1h de duração) |
| Alunos lançam maldição sobre o professor para que este soluce por três dias, porém algo dá errado. |                                                                             |             |                                        |
| S02–E09 | "Thanksgiving "Ação de Graças""                                             | ASA         | 24 de novembro de 1986                 |
| Menina e seu padrasto descobrem que seres estranhos estão vivendo no fundo de um poço, a menina então começa a lhes descer comida em troca de tesouros e itens valiosos. |                                                                             |             |                                        |
| S02–E10 | "The Pumpkin Competition "O Concurso de Abóboras""                          | ASA         | 01 de dezembro de 1986                 |
| Viúva frustrada por nunca ter ganho um concurso anual da maior abóbora da região compra uma fórmula de um estranho cientista amador, para fazer com que cresçam as suas plantas. |                                                                             |             |                                        |
| S02–E11 | "What If...? " E Se...?""                                                   | ASA         | 08 de dezembro de 1986                 |
| Menino que vive sendo ignorado pelos pais descobre que sua vida não era aquela que pensava ser. |                                                                             |             |                                        |
| S02–E12 | " The Eternal Mind "A Mente Eterna""                                        | ASA         | 29 de dezembro de 1986                 |
| Homem que está prestes a morrer resolve realizar um experimento científico para transferir sua mente a um computador. |                                                                             |             |                                        |
| S02–E13 | "Lane Change "Mudança de Rumo""                                             | ASA         | 12 de janeiro de 1987                  |
| Em uma estrada chuvosa e deserta, uma mulher dá carona a uma senhora simpática porém desconhecida, e conforme segue o seu caminho, se depara com cenas que ela pensa já ter vivido. |                                                                             |             |                                        |
| S02–E14 | "Blue Man Down "Oficial Arruinado""                                         | ASA         | 19 de janeiro de 1987                  |
| Após seu companheiro ter sido morto em combate, um policial deve se acostumar com sua parceira motivada e bem misteriosa. |                                                                             |             |                                        |
| S02–E15 | "The 21 Inch Sun "O Sol de 21 Polegadas""                                   | ASA         | 02 de fevereiro de 1987                |
| Roteirista iniciante descobre um meio de ter seus roteiros escritos de maneira rápida e eficaz. |                                                                             |             |                                        |
| S02–E16 | "The Family Dog "O Cão Doméstico""                                          | ASA         | 16 de fevereiro de 1987                |
| Em desenho animado, o episódio narra as incomuns aventuras de um cão doméstico e o passar dos dias na família com quem vive. |                                                                             |             |                                        |
| S02–E17 | "Gershwin's Trunk "O Espírito de Gershwin""                                 | ASA         | 13 de março de 1987                    |
| Um arrasado compositor de musicais se utiliza de meios paranormais para compor suas músicas, em meio à disputa com seu antigo parceiro. |                                                                             |             |                                        |
| S02–E18 | "Such Interesting Neighbors "Vizinhos Muito Interessantes""                 | ASA         | 20 de março de 1987                    |
| Quando os vizinhos se mudam para o subúrbio praticamente inabitado e eventos estranhos passam a acontecer, a família que lá vivia praticamente sozinha passa a desconfiar que os eventos estranhos têm relação com os recém chegados, cujos hábitos não são nada comuns. |                                                                             |             |                                        |
| S02–E19 | "Without Diana "Sem Diana""                                                 | ASA         | 27 de março de 1987                    |
| Um homem perde de sua filha em um bosque e nunca mais a encontra, e quando o pai está para morrer, a filha aparece do mesmo jeito que era quando desapareceu. |                                                                             |             |                                        |
| S02–E20 | "Moving Day "A Mudança""                                                    | ASA         | 3 de abril de 1987                     |
| Um garoto fanático por ficção científica e cuja casa é bastante futurista descobre que sua família tem mais segredos do que ele imaginava. |                                                                             |             |                                        |
| S02–E21 | "Miss Stardust "Miss Universo""                                             | ASA         | 10 de abril de 1987                    |
| Modelos aliens concorrem ao miss universo. |                                                                             |             |                                        |